# Carnot (República Centro-Africana)

Carnot é uma cidade da República Centro-Africana, localizada na prefeitura de Mambéré-Kadéï. Segundo um cálculo populacional realizado em 2015, possui 92.466 habitantes, com uma densidade populacional de 25/km². Possui uma área de 3,733 km² e uma altitude média de 485 metros. A cidade leva esse nome em tributo ao presidente francês assassinado Marie François Sadi Carnot. Tem um aeroporto: o Aeroporto de Carnot.